# Arignote
Arignote von Samos (altgriechisch Ἀριγνώτη; bl. 500 v. Chr.) war eine griechische Pythagoreerin. Sie war Schülerin der Theano und des Pythagoras von Samos. In einigen Quellen wird sie als Tochter der beiden bezeichnet.
Über ihr Leben ist nicht viel bekannt und keine ihrer Schriften ist überliefert. In der byzantinischen Suda werden lediglich die Titel einiger ihrer Werke erwähnt, darunter Bacchica (Βακχικά), das auch unter den Titeln Über die Mysterien der Demeter (Περὶ τῶν Δήμητρος Μυστηρίων) und Eine Heilige Rede (Ἱερὸς λόγος) bekannt war. Zudem verfasste sie ein Buch Über die Riten des Dionysos (Τελεταὶ Διονύσου) und weitere philosophische Abhandlungen Clemens von Alexandria erwähnt in seinem Werk Stromata ebenfalls Arignotes Schrift Über die Riten des Dionysus, deren Titel bei Harpokration Über die Riten (Περὶ τῶν τελετῶν) lautet.
Mary Ellen Waithe schrieb ihr 1987 einen Aphorismus zu und verwies als Beleg auf Peter Gormans Pythagoras. A Life von 1979. Diese Zuweisung hat insbesondere in der englischsprachigen Literatur zu griechischen Denkerinnen und Philosophinnen eine erhebliche Wirkung entfaltet. Die Grundlage der Zuweisung bleibt unklar. Holger Thesleff hatte 1965 lediglich darauf hingewiesen, dass die Suda sie als die Verfasserin des (Hexameters?) Ἱερὸς λόγος benannte. Der „Aphorismus“ stammt aus der Vita Pythagorica des Iamblichos von Chalkis und bildet die Einleitung zur „Heiligen Rede“, die mit dem Namen des Pythagoras verbunden ist; Arignote wird dort jedoch nicht als Verfasserin genannt. Die Stelle dient der Motivierung orphischer Elemente im Denken des Pythagoras und verweist auf die Grundlage der orphisch-pythagoreischen Zahlentheologie. Holger Thesleff datierte den entsprechenden Text in das 1. Jahrhundert v. Chr.